# Cheng Qian
Cheng Qian (程潛, 31 mars 1882 – 5 avril 1968), est un officier militaire chinois d'abord nationaliste puis dans le camp des communistes à partir de 1949.
Il occupa plusieurs postes d'importance au sein du Kuomintang de Tchang Kaï-chek de la fin des années 1910 jusqu'aux années 1940. À la fin de sa carrière chez les nationalistes, il était l'un des membres les plus puissants du Kuomintang, et en 1948, il devint vice-président du gouvernement nationaliste. Il fut également gouverneur du Hunan, sa province natale, dont il s'impliqua dans la politique toute sa vie. En août 1949, il rejoint les communistes, qui l'envoient rapidement à Canton, siège du gouvernement du Kuomintang, pour vaincre les dernières défenses de l'armée nationale révolutionnaire. Après 1949, Cheng occupe plusieurs importantes positions dans la république populaire de Chine jusqu'à sa mort en 1968.

## Biographie
Après une éducation en école privée et ayant passer les tests en 1889, Cheng entre à l'académie Yuelu de Changsha où il prend conscience de la situation politique actuelle de la Chine et décide d'abandonner les examens impériaux et une carrière civile pour rejoindre l'armée. En 1903, à 21 ans, il est le premier admis à l'académie militaire du Hunan et est envoyé l'année suivante étudier au Japon à la Tokyo Shinbu Gakkō, une école militaire préparatoire. Durant ses études, il rencontre Huang Xing, Li Liejun, et Song Jiaoren, de futurs chefs nationalistes, dont les idées le fascinent. En 1905, Cheng rejoint le Tongmenghui de Sun Yat-sen, une société révolutionnaire secrète dont le but de renverser la dynastie Qing et de moderniser la Chine. Après avoir été cadet pendant un an dans un bataillon d'artillerie à Himeji, il est admis à l'école d'artillerie de la 6e promotion de l'armée impériale japonaise en 1907. L'un de ses camarades est Tang Jiyao.
Après son diplôme en 1908, Cheng retourne en Chine où il prend en charge la formation d'une Nouvelle Armée au Sichuan sous le commandement de Zhu Qinglan (en). Après la révolution chinoise de 1911, Cheng participe au soulèvement de Wuchang et immédiatement après à la bataille de Changsha (en).
À la création de la République de Chine, Chang est nommé commandant militaire du Hunan. Mais en apprenant que Yuan Shikai prépare un coup pour prendre le contrôle de la république, il se révolte sans succès et doit fuir au Japon où il rejoint le Kuomintang et entre à l'université Waseda.
Peu après, Yuan Shikai tente de s'auto-proclamer empereur de Chine, ce qui provoque la guerre de protection de la nation. Cheng retourne au Hunan pour s'enrôler parmi les soldats rebelles de l'armée de Cai E. Durant le mouvement de protection de la constitution, il est nommé commandant militaire de Changsha, puis vice-ministre de la Guerre dans le gouvernement de Sun Yat-sen à Canton. Il est chargé de la formation des troupes et participe à l'expédition du Nord. De 1925 à 1927, il commande la 6e armée et est brièvement président du gouvernement du Hunan en 1928. En 1926, il est élu comme membre du comité exécutif central du Kuomintang.

### Sous Tchang Kaï-chek
Durant les années suivantes, Cheng sert à divers postes, dont celui de chef d'État-major de 1935 à 1937. Lorsque la seconde guerre sino-japonaise éclate, il devient commandant-en-chef de la 1re zone de guerre en juillet 1937, tout en étant président du Hunan de 1937 à 1939. Il est retiré de la 1re zone de guerre en 1938 pour devenir chef du quartier-général de Tchang Kaï-chek jusqu'en 1940. De 1940 à 1944, il est vice-chef d'État-major du conseil militaire national, et en 1944 et 1945, il en est le chef d'État-major.Il est également vice-président de la commission des affaires militaires.
Après la guerre, Cheng rejoint la faction conciliatoire du Kuomintang. En 1947, il est élu au Yuan législatif (lors de la première élection en 14 ans) et tente de devenir vice-président de la République de Chine (en) en mars 1948, mais échoue face à Li Zongren qui est soutenu par Tchang Kaï-chek. Il redevient ensuite gouverneur du Hunan..

### République populaire de Chine
Comme les forces du Parti communiste chinois gagnent du terrain, Tchang Kaï-chek recule en janvier 1949. Après l'échec des négociations de paix en avril, les communistes traversent le fleuve Yangzi Jiang. Cheng décide de rejoindre le camp adverse et la ville de Changsha est pacifiquement occupée par l'armée populaire de libération.
Bien que le Kuomintang édite un mandat d'arrêt contre Cheng, il parvient à atteindre Pékin pour assister à la 1re session de la conférence consultative politique du peuple chinois. Le conseil des affaires de l'État de la République populaire de Chine qui dirige le gouvernement jusqu'en 1954 le nomme vice-président de la commission militaire centrale et vice-président du conseil d'administration de la région centrale et sud, travaillant notamment à empêcher les crues des fleuves. Il est aussi vice-président du comité révolutionnaire du Kuomintang.
Durant les années suivantes, il est élu gouverneur non-communiste du Hunan en 1952, et est vice-président du Comité permanent de l'Assemblée nationale populaire de 1954 à sa mort.
Durant la révolution culturelle, Cheng Qian fait partie des non-communistes que Mao Zedong et Zhou Enlai protègent des attaques, mais il perd sa position dominante au Hunan après la création d'un comité révolutionnaire (en) par Li Yuan (en). Il meurt peu de temps après à Pékin.

## Source de la traduction
- (en) Cet article est partiellement ou en totalité issu de l’article de Wikipédia en anglais intitulé « Cheng Qian » (voir la liste des auteurs).